# 6465 Zvezdotchet
6465 Zvezdotchet este un asteroid din centura principală de asteroizi.

## Descriere
6465 Zvezdotchet este un asteroid din centura principală de asteroizi. A fost descoperit pe 3 martie 1995 la Zelenchukskaya Station de Timur V. Kryachko. Asteroidul prezintă o orbită caracterizată de o semiaxă mare de 2,67 ua, o excentricitate de 0,16 și o înclinație de 11,4° în raport cu ecliptica.